# トリエトキシシラン
トリエトキシシラン (英: triethoxysilane)は、不純物を含む半製品は毒性の化合物である。

## 概要
原料由来の残留毒素と考えられる。純粋100%のトリエトキシシランは、活性炭の吸着濾過と蒸留で、毒性のある異物は除去出来る。また、不安定な製品なので窒素雰囲気での管理が必要になる。

## 日本では
純粋品は日本でも販売しているものの、量産しているのは日本では1社か2社しかない。また、消防法に定める第4類危険物 第2石油類に該当する。

## 特記事項
大量に使用した実験をする場合は、蒸気の暴露で目の粘膜や角膜に薄膜を作り、目を痛めるため、局所排気装置が有る場所での実験を勧める。暴露した際には生理食塩水で洗浄する。それでも痛みが残る場合は眼科医に見せる事。